# L'Església vella de Garcia
L'Església Vella és un temple ruïnós protegit com a bé cultural d'interès local a la part alta de la població de Garcia (Ribera d'Ebre), al costat del turó on algunes fonts situen el desaparegut castell de Garcia. La parròquia de Garcia és documentada l'any 1279, en què el seu capellà pagà 60 sous de dècima papal. L'any 1314 fou visitada pel bisbe Francesc de Paolac. L'església romànica va ser substituïda per l'actual edifici l'any 1663, segons consta a la portalada. La segona església va ser bombardejada l'any 1936 i des de llavors resta abandonada. Havia tingut un retaule d'Escala Dei, obra de Francesc Ribalta, que es va cremar, i un altar major plateresc.
Església de planta rectangular amb absis poligonal. Consta d'una sola nau, amb cinc tramades separades amb arcs torals i capelles laterals, havent perdut la coberta. Estava coberta amb volta de creueria, de la qual només se'n conserven els primers trams. Els nervis descansen sobre una cornisa i pilastres, situades entre els arcs de mig punt de les capelles. La part de l'absis també està enrunada. La portalada va ser arrencada després de la Guerra Civil per incorporar-la a la nova església situada a la part baixa del poble. Sobre d'aquesta hi ha una rosassa. Les façanes laterals presenten quatre grans contraforts que sostenen les capelles. El campanar, de planta quadrangular i tres nivells d'alçat, es troba adossat a l'absis. Els nivells de forjat estan delimitats amb cornises, i la part superior s'obre amb pòrtics d'arc de mig punt. L'acabat exterior del temple és la pedra vista amb restes d'arrebossat, i les cantonades amb carreus escairats.